# Lars-Ivar Ericson
Lars-Ivar Ericson, född 23 juli 1948 i Kyrkhults församling, Blekinge län, död 17 juni 2025 i Tyringe, Skåne län, var en svensk politiker (centerpartist) och präst. Han var ordinarie riksdagsledamot 2002–2009, invald för Skåne läns norra och östra valkrets.
I riksdagen var Ericson ledamot i socialutskottet 2006–2009. Han var även suppleant i arbetsmarknadsutskottet, kulturutskottet och socialutskottet. Han har tidigare varit kyrkoherde i Finja pastorat. Ericson är ledamot i kyrkomötet och stiftsfullmäktigeledamot i Lunds stift.
Ericson har även varit invald i Hässleholms kommunfullmäktige.